# 山口博人
山口 博人（やまぐち ひろと、1934年2月10日 - 2013年8月4日）は、日本の経営者。住友林業社長を務めた。

## 経歴
鹿児島県出身。1954年に早稲田大学政治経済学部経済学科を卒業。
住友信託銀行での勤務を経て、1975年11月に住友林業に転職。1982年12月に取締役に就任し、常務、専務を経て、1994年6月に社長に就任し、1999年4月には会長に就任。2001年6月には取締役相談役に就任し、2002年6月からは名誉顧問を務めた
2013年8月4日、心不全のために死去。79歳没。